# إكسابيبيلون
يُعد عقار إكسابيبيلون (المعروف أيضًا باسم azaepothilone B، والذي يحمل الاسم الرمزي BMS-247550 )دواءًا صيدلانيًا طورته شركة بريستول-مايرز سكويب كدواء علاجي كيميائي للسرطان.

## التاريخ
إكسابيبيلون هو اصطناعي جزئي مشابه بنيوي من epothilone B، وهو مركب كيميائي طبيعي تنتجه السورانجيوم السليلوزوم، لا يمكن تطوير Epothilone B نفسه كدواء صيدلاني بسبب ضعف الاستقرار الأيضي والحرائك الدوائية، تم تصميم إكسابيبيلون من خلال الكيمياء الطبية لتحسين هذه الخصائص.

## علم العقاقير
مثل تاكسول فإن إكسابيبيلون يعمل على استقرار الأنابيب الدقيقة، وهو قوي للغاية وقادر على إتلاف خلايا السرطان بتركيزات منخفضة للغاية ويحتفظ بالنشاط في الحالات التي تكون فيها خلايا الورم غير حساسة للعقاقير ذات التاكسان.

## موافقة
في 16 أكتوبر 2007 وافقت إدارة الغذاء والدواء الأمريكية على الإكسابيبيلون لعلاج سرطان الثدي النقيلي أو سرطان الثدي المتقدم محليًا ولم يعد يستجيب للعلاجات الكيميائية المتوفرة حاليًا، في نوفمبر 2008 رفضت منطقة أوروبا والشرق الأوسط وأفريقيا الحصول على إذن تسويق لـ إكسابيبيون.
يؤخذ الإكزابيبيلون عن طريق الحقن ويتم تسويقه تحت الاسم التجاري إكسيمبرا.

## الاستخدامات السريرية
أثبت إكسابيبيلون فاعليته بالاشتراك مع كابسيتابين في علاج سرطان الثدي النقيلي أو المتقدم مكانيًا في المرضى بعد فشل ال أنثراسيكلين والتاكسين.
تم فحصه للاستخدام في علاج لمفوما اللاهودجكينية، في المرحلة الثانية من سرطان البنكرياس، أظهرت بعض النتائج الواعدة (التي تستخدم وحدها) تجارب العلاج المختلط جارية.

## روابط خارجية
- موقع المنتج إكسيمبرا
- وصف معلومات إكسيمبرا